# Лёвино (Парфеньевский район)
Лёвино — деревня в Парфеньевском районе Костромской области.

## География
Находится в центральной части Костромской области приблизительно в 23 км по прямой на север от центра района села Парфеньево.

## История
В 1872 году здесь было учтено 32 двора, в 1907 году —52, в 1907 году —38. В период существования Костромской губернии деревня относилась к Кологривскому уезду. До 2021 года деревня входила в Матвеевское сельское поселение.

## Население
Постоянное население составляло 137 человек (1872 год), 230 (1897), 230 (1907), 3 в 2002 году (русские 100 %), 1 в 2022.